# Lasophorus zakkak
Espèce
Lasophorus zakkak est une espèce d'araignées aranéomorphes de la famille des Gnaphosidae.

## Distribution
Cette espèce est endémique de Grèce. Elle se rencontre à Trikala entre 790 et 910 m d'altitude sur le mont Antihasia.

## Description
Le mâle holotype mesure 2,375 mm et la femelle paratype 2,790 mm.

## Étymologie
Cette espèce est nommée en l'honneur de Sylvia Zakkak.

## Publication originale
- Chatzaki, 2018 : On the ground spider genera Marjanus gen. n., Lasophorus gen. n. and Turkozelotes Kovblyuk & Seyyar, 2009 (Araneae: Gnaphosidae) from Greece. Zootaxa, no 4392(3), p. 521-545.

## Sources
- (en) World Spider Catalog : Lasophorus zakkak Chatzaki, 2018 dans la famille Gnaphosidae +base de données (consulté le 12 mars 2018)